# Estoński Uniwersytet Przyrodniczy
Estoński Uniwersytet Przyrodniczy (Eesti Maaülikool) – państwowa szkoła wyższa zlokalizowana w Tartu.
Uczelnia wywodzi się z Uniwersytetu w Tartu, na którym w 1919 roku powstał Fakultet Rolnictwa obejmujący Wydział Rolnictwa i Wydział Leśnictwa. Na uniwersytecie funkcjonował także Wydział Nauk Weterynaryjnych, powstały poprzez przyłączenie Instytutu Weterynarii, będącego wcześniej odrębną jednostką. W 1951 roku te trzy wydziały odłączono od Uniwersytetu w Tartu i przekształcono w Estońską Akademię Rolniczą (Eesti Põllumajanduse Akadeemia), podlegającą bezpośrednio Ministerstwu Rolnictwa Związku Radzieckiego. W 1991 roku, po uzyskaniu niepodległości przez Estonię, uczelnia została przemianowana na Estoński Uniwersytet Rolniczy (Eesti Põllumajandusülikool). W kolejnych latach do programu nauczania włączano nowe specjalności, jak ochrona środowiska, architektura krajobrazu, hydrobiologia stosowana, ekonomia środowiskowa, czy zarządzanie zasobami naturalnymi. 
W 2005 roku uczelnia została zrestrukturyzowana i przemianowana na Estoński Uniwersytet Przyrodniczy.
W skład uczelni wchodzą następujące jednostki organizacyjne:
- Instytut Nauk Rolniczych i Środowiskowych
- Instytut Nauk Ekonomicznych i Społecznych
- Instytut Leśnictwa i Inżynierii Terenów Wiejskich
- Instytut Technologii
- Instytut Medycyny Weterynaryjnej i Nauk o Zwierzętach.